# Charles White (football américain)
Pour les articles homonymes, voir White et Charles White.
College Football Hall of Fame 1996
(en) Statistiques sur pro-football-reference
Charles White, né le 22 janvier 1958 à Los Angeles et mort le 11 janvier 2023 à Newport Beach (Californie), est un joueur américain de football américain qui évoluait au poste de running back.

## Biographie

### Succès en universitaire
Après avoir été diplômé à la San Fernando High School où il participe à des compétitions d'athlétisme, où il sera opposé notamment à André Phillips, futur médaillé d'or du 400 mètres haies aux jeux olympiques d'été de Séoul en 1988, il intègre l'université de Caroline du Sud. Il y joue pour l'équipe des Trojans de l'USC avec laquelle il enregistre des performances impressionnantes qui lui permettent de remporter de nombreux prix comme le W.J Voit Memorial Trophy du meilleur joueur universitaire de la côte pacifique en 1978 ainsi que le Walter Camp Award, le Maxwell Award et le prestigieux Trophée Heisman en 1979. Son maillot portant le no 12 fait partie des huit retirés par les Trojans de l'USC.

### Carrière professionnelle

#### Browns de Cleveland
En 1980, White joue sept matchs sur les quatorze qu'il dispute en tant que titulaire, en plus de marquer six touchdown, ce qui constitue un bon début pour un débutant. La saison 1981 est beaucoup moins réjouissante puisqu'il ne dispute que neuf matchs sur treize en tant que titulaire en n'inscrivant qu'un touchdown. La saison suivante, il inscrit trois touchdowns en 69 courses. Il ne dispute pas la saison 1983 à la suite d'une blessure et revient 1984 mais ne dispute qu'un seul match en tant que titulaire. Les Browns ne renouvèlent pas son contrat qui s'achève juste avant la saison 1985.
Le running back annonce plus tard que cette période noire de sa carrière correspond à des problèmes de dépendance liée à la drogue, plus précisément avec la cocaïne contre laquelle il se battait comme il pouvait.

#### Rams de Los Angeles
Bien qu'il retrouve son ancien entraîneur universitaire chez les Rams John Robinson, Charles n'arrive pas à relancer sa carrière ne disputant aucun match en tant que titulaire lors des saisons 1985 et 1986, n'inscrivant que trois touchdowns lors de ces deux saisons.
La saison 1987 marque le retour de White à son meilleur niveau. Il dispute quinze matchs, dont douze en tant que titulaire, inscrivantt 11 touchdowns et gagnant 1 374 yards lors de ses 324 courses. Il est sélectionné au Pro Bowl à la suite de ces performances et se voit décerner le prix du revenant de l'année (NFL Comeback Player of the Year) ainsi que celui de meilleur joueur des Rams de la saison.
White termine sa carrière dans la NFL avec un bilan de 3 075 yards et 23 touchdowns à la course, ainsi que 860 yards et un touchdown en 140 réceptions.

### Carrière d'entraîneur
Cinq ans après avoir annoncé sa retraite, Charles White revient dans son ancienne université pour entrainer les running backs des Trojans. Il occupe ce poste pendant quatre saisons.

### Vie privée
Au cours de ses années à l'USC, White a lutté contre la consommation de cocaïne et de marijuana. Dans un article de Sports Illustrated de 1987, il admet avoir fumé quotidiennement de la marijuana à l'USC et sniffé sa première ligne de cocaïne quelques semaines avant le Rose Bowl de 1977. Il y rencontre Judi McGovern, étudiante de l'USC avec qui il entretient une relation intime tout au long de leur séjour à l'USC. Ils se marient finalement et ont une fille. White continue cependant à consommer de la cocaïne à l'université et au début de sa carrière NFL chez les Browns. White s'inscrit en cure de désintoxication en 1982 et reste abstinent pendant trois ans. Libéré par les Browns en 1985, il est repris par les Rams de Los Angeles, où il retrouve John Robinson (en), son ancien entraîneur à l'USC.
White retombre brièvement dans la cocaïne, mais redevient sain jusqu'à une nuit d'août 1987, où lui et un ami se font arrêtés occupés à sniffer de la drogue. Robinson le libère en payant sa caution et accepte de le garder dans l'équipe à la condition de rester abstinent. White réalise la meilleure saison de sa carrière en 1987.
White et McGovern divorcent après avoir eu trois filles et deux fils. Pour régler ses dettes fiscales, White doit vendre en 2008 son trophée Heisman.
Un article du Los Angeles Times du 17 juillet 2022 par Bill Plaschke décrit les luttes de White contre la démence et comment il vivait dès 2022 dans un centre de vie assistée du comté d'Orange en Californie. Cette démence était le fruit de sa carrière dans le milieu du football américain. White fonctionnait au jour le jour, ne pouvant se souvenir de sa carrière que très épisodiquement.
White meurt le 11 janvier 2023 à la suite d'un cancer du foie.

## Statistiques

### Universitaires
| Année  | Équipe           | Statut | MJ |       | Courses | Courses | Courses | Courses |       | Passes réceptionnées | Passes réceptionnées | Passes réceptionnées | Passes réceptionnées |
| Année  | Équipe           | Statut | MJ | Nb.   | Yards   | Moy.    | TD      | Nb.     | Yards | Moy.                 | TD                   |                      |                      |
| 1976   | Trojans de l'USC | Fr.    | 12 | 156   | 0858    | 5,5     | 10      | 06      | 065   | 10,8                 | 1                    |                      |                      |
| 1977   | Trojans de l'USC | So.    | 12 | 285   | 1 478   | 5,2     | 07      | 09      | 138   | 15,3                 | 2                    |                      |                      |
| 1978   | Trojans de l'USC | Jr.    | 13 | 374   | 1 859   | 5,0     | 13      | 22      | 193   | 08,8                 | 1                    |                      |                      |
| 1979   | Trojans de l'USC | Sr.    | 12 | 332   | 2 050   | 6,2     | 19      | 22      | 145   | 06,6                 | 0                    |                      |                      |
| Totaux | Totaux           | Totaux | 49 | 1 147 | 6 245   | 5,4     | 49      | 59      | 541   | 9,2                  | 4                    |                      |                      |

### Professionnelles
| Année              | Équipe              | MJ  |                       | Courses               | Courses               | Courses               | Courses |       | Passes réceptionnées | Passes réceptionnées | Passes réceptionnées | Passes réceptionnées |
| Année              | Équipe              | MJ  | Nb.                   | Yards                 | Moy.                  | TD                    | Nb.     | Yards | Moy.                 | TD                   |                      |                      |
| 1980               | Browns de Cleveland | 14  | 086                   | 0279                  | 3,2                   | 05                    | 17      | 153   | 09,0                 | 1                    |                      |                      |
| 1981               | Browns de Cleveland | 16  | 097                   | 0342                  | 3,5                   | 01                    | 27      | 219   | 08,1                 | 0                    |                      |                      |
| 1982               | Browns de Cleveland | 09  | 069                   | 0259                  | 3,8                   | 03                    | 34      | 283   | 08,3                 | 0                    |                      |                      |
| 1983               | Browns de Cleveland | -   | N'a pas joué (blessé) | N'a pas joué (blessé) | N'a pas joué (blessé) | N'a pas joué (blessé) | -       | -     | -                    | -                    |                      |                      |
| 1984               | Browns de Cleveland | 10  | 024                   | 062                   | 2,6                   | 0                     | 05      | 029   | 05,8                 | 0                    |                      |                      |
| 1985               | Rams de Los Angeles | 16  | 070                   | 0310                  | 4,4                   | 03                    | 01      | 012   | 12,0                 | 0                    |                      |                      |
| 1986               | Rams de Los Angeles | 16  | 022                   | 0126                  | 5,7                   | 0                     | 01      | 07    | 07,0                 | 0                    |                      |                      |
| 1987               | Rams de Los Angeles | 15  | 324                   | 1 374                 | 4,2                   | 11                    | 23      | 121   | 05,3                 | 0                    |                      |                      |
| 1988               | Rams de Los Angeles | 12  | 088                   | 0323                  | 3,7                   | 0                     | 06      | 036   | 06,0                 | 0                    |                      |                      |
| Totaux en carrière | Totaux en carrière  | 108 | 780                   | 3 075                 | 3,9                   | 23                    | 114     | 860   | 7,5                  | 1                    |                      |                      |

## Accomplissements

### NCAA
- Champion de la NCAA Division I FBS en 1978 avec l'USC ;
- W.J Voit Memorial Trophy (Joueur universitaire de l'année sur la côte pacifique) en 1978 ;
- Vainqueur du Heisman Trophy en 1979 ;
- Vainqueur du Maxwell Award en 1979 ;
- Vainqueur du Walter Camp Award en 1979 ;
- Vainqueur du Chic Harley Award (en) en 1979 ;
- UPI Player of the Year (joueur de l'année selon l'United Press International) en 1979 ;
- Sporting News Player of the Year (joueur de l'année selon le Sporting News) en 1979 ;
- MVP du Rose Bowl 1980 ;
- Joueur de n'année en Pacific-10 Conference en 1978 et 1979 ;
- Reconnu joueur All-American en 1978 et 1979 ;

### NFL
- NFL Comeback player of the year (comeback de l'année en NFL) en 1987 ;
- Rams Most Valuable Player Award (meilleur joueur des Rams) en 1987.
- Sélectionné dans l'équipe type All-Pro en First-team All-Pro en 1987 ;
- Sélectionné au Pro Bowl 1987 ;
- Leader de la NFL au nombre de yards gagnés à la course en 1987.